# Nanna Liebmann
Nanna Magdalene Liebmann – født Lehmann- (født 27. september 1849 i København, død 11. maj 1935 smst) var en dansk komponist, musiklærer og sanger.
Hun voksede op i et musikbegejstret borgerligt hjem. Hendes farbror var politikeren Orla Lehmann. Hendes brødre var Vilhelm Lehmann, der senere blev direktør for Nationalbanken, Carl Lehmann, der en overgang var borgmester i København og Edvard Lehmann, der blev en fremtrædende religionshistoriker. Hendes far, øjenlæge Georg Carl Heinrich Lehmann, var en habil violinist, som spillede sammen med violinisten Valdemar Tofte og komponisterne Franz Neruda og lederen af Det Kongelige Kapel, Holger Simon Paulli og som selv fik selv nogle få kompositioner udgivet. Søsteren Signe var også musikudannet. Nanna Liebmann var elev på [Det Kongelige Danske Musikkonservatorium|det nye konservatoriums] anden årgang fra 1868 sammen med bl.a. Victor Bendix. Som lærere havde hun bl.a. Johan Christian Gebauer, J.P.E. Hartmann, Niels W. Gade, August Winding og Carl Helsted. På konservatoriet mødte hun også sin senere mand, Axel Liebmann.
I 1874 blev hun gift med Axel Liebmann, som imidlertid døde allerede godt et år senere, så resten af livet var Nanna Liebmann enlig mor, der dog engagerede sig i mange gøremål ud over at tjene til brødet som klaver- og sanglærer.

## Organisatorisk arbejde
Fra midten af 1890’erne bestred hun flere poster som koncertarrangør, hvor hun i kraft af sin lederposition blev repræsentant for kvindelige kunstnere. På Kvindernes Udstilling i 1895 var hun formand for musikudvalget. Hun arrangerede konkurrencen om åbningskantaten, og otte matinéer med kvindelige kunstnere samt to soiréer udelukkende med kvinders musik på programmet. Efter udstillingen gik hun ind i arbejdet med at indsamle midler til opførelse af en Kvindernes Bygning i København ved at afholde støttekoncerter med sine elever, hvor hun selv akkompagnerede. Fra 1898 til 1906 var hun formand for bestyrelsen for Kvindernes Bygning.
Hun arrangerede gennem 25 år musikalsk aftenunderholdning for Hegnet, Kvindernes Handels- og Kontoristforening. Desuden var hun 1901-1905 medlem af bestyrelsen for Musikpædagogisk Forening, der blev stiftet i 1898 af musikhistorikeren Hortense Panum og komponisten og musikpædagogen Louis Glass.

## Musik
Nanna Liebmanns opus er ikke stort, og begrænser sig til sange og klaverstykker. Her er en ufuldstændig liste.
- Syv sange til tyske tekster 1885
- Syv sange 1885
- Minnelieder 1903
- Fem sange 1904
- Thema med Variationer (klaver 1910)
- Thème passioneè (klaver 1910)
- Intermezzo i h-mol (klaver 1911)
- Vals i D (klaver 1912)
- Preludium i a-mol (klaver 1912)